# Mattishall
Mattishall är en ort och civil parish i Storbritannien.   Den ligger i grevskapet Norfolk och riksdelen England, i den sydöstra delen av landet, 150 km nordost om huvudstaden London. Mattishall ligger 50 meter över havet och antalet invånare är 2 428.
Terrängen runt Mattishall är platt. Runt Mattishall är det ganska tätbefolkat, med 116 invånare per kvadratkilometer. Närmaste större samhälle är Norwich, 18,2 km öster om Mattishall. Trakten runt Mattishall består till största delen av jordbruksmark.